# USS Stevens (DD-86)
USS Stevens (DD-86) – amerykański niszczyciel typu Wickes będący w służbie United States Navy w okresie I wojny światowej. Patronem okrętu był Thomas Holdup Stevens.
Okręt zwodowano 20 września 1917 w stoczni Fore River Shipbuilding Corporation w Quincy (Massachusetts). Matką chrzestną była Marie Christie Stevens. Jednostka weszła do służby 24 maja 1918 w Bostonie, pierwszym dowódcą został Commander Rufus F. Zogbaum, Jr.
Okręt odwiedzał południowo-wschodnie wybrzeże USA jesienią i wczesną zimą 1919. Był w Filadelfii od 17 grudnia 1919 do 1 czerwca 1920. „Stevens” operował w pobliżu wybrzeża Nowej Anglii do 3 listopada 1921, gdy odpłynął do Chaleston. Wrócił do Filadelfii 3 listopada 1921 w celu dezaktywacji. Został wycofany w tym porcie ze służby 19 czerwca i pozostawał tam do 7 stycznia 1936, gdy jego nazwa została skreślona z listy jednostek floty. 8 września 1936 jego kadłub został sprzedany firmie Boston Iron and Metal Company z Baltimore na złom.